# The Beguiled: The Storyteller
The Beguiled: The Storyteller è un cortometraggio USA del 1971.
Rappresenta l'esordio di Clint Eastwood dietro la macchina da presa.